# 釜

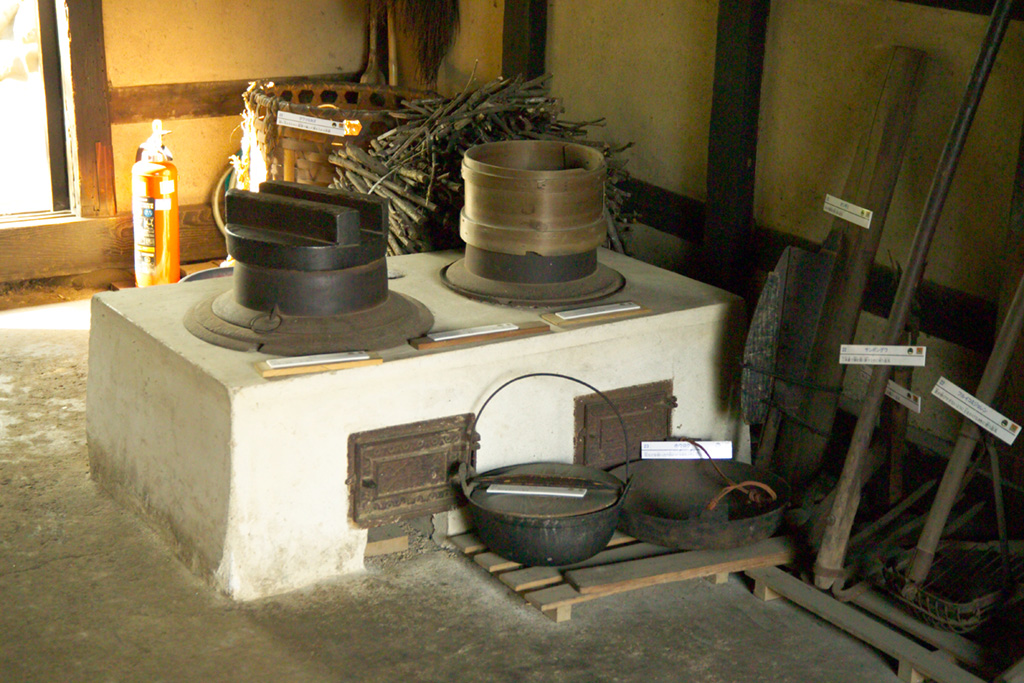
灶上面放釜，釜上面放蒸籠

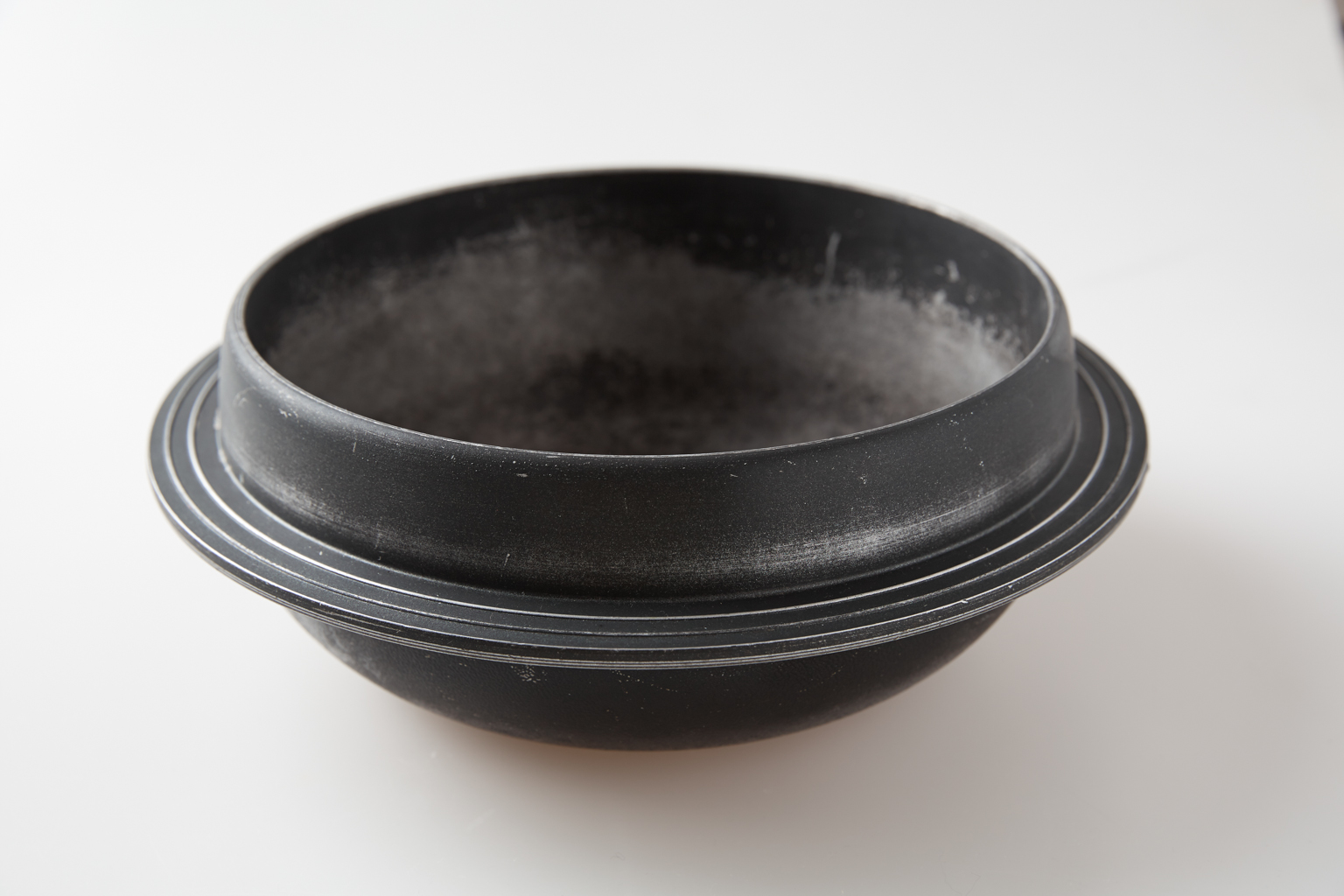
韓國的釜

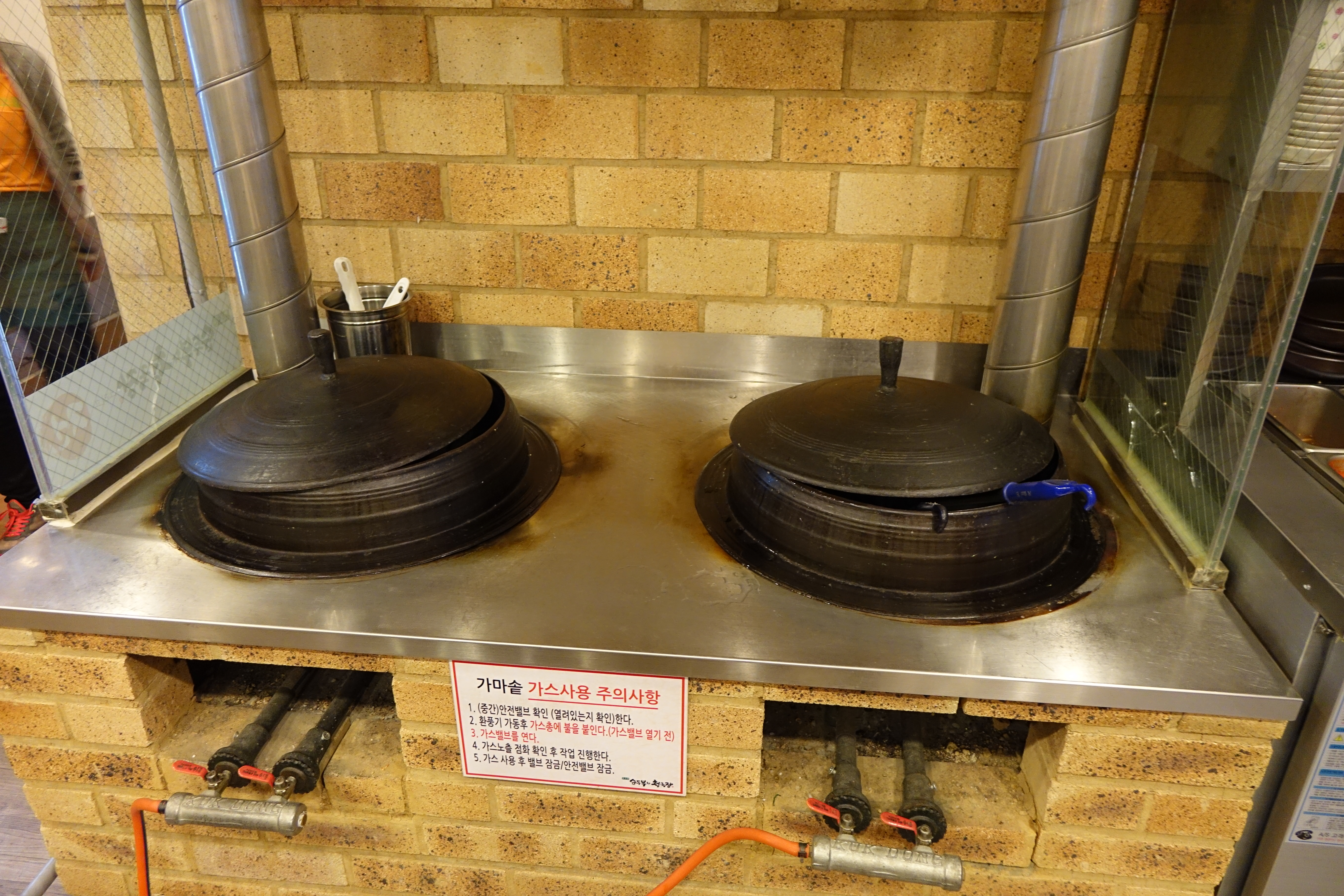
韓國的釜

釜（英文：Cauldron）是一種廚房用的煮食工具。釜通常是鐵質的，但也有鋁及銅製的，在鐵器未普及的時期，也有使用陶製造的。使用釜煮食，一般都是在釜中加水，然後將其放在火上，再在釜上或釜中放其他食材，中國的釜是春秋時代晚期隨著灶出現，以代替鼎這種在底下直接加熱的炊具。現時在中國，釜已被鍋取代，但日韓卻沿用至今，特別是在農村地區。

## 形狀
釜大小不一，但基本上都是圓口的。中國傳統的釜多數直徑約兩尺、厚兩分，外有一圓環以直接放在灶上而不墜，釜蓋有使用木製或鐵製。而西洋釜則一般在頂部帶有弧形的柄，其開口處也較寬。

## 鑄造
未用鐵之前，釜又用陶造的。但釜多數用廢鐵或者生鐵製造。做法是先造內模，曬乾，再造外模。等整個模子曬乾之後，就開始把鐵熔成鐵水，倒入模底的洞。等鐵稍稍冷卻，但依舊泛紅的時候，就開啓這個模子，檢查是否有破洞，如果有就淋少量鐵水補上，再用顯草弄平。。

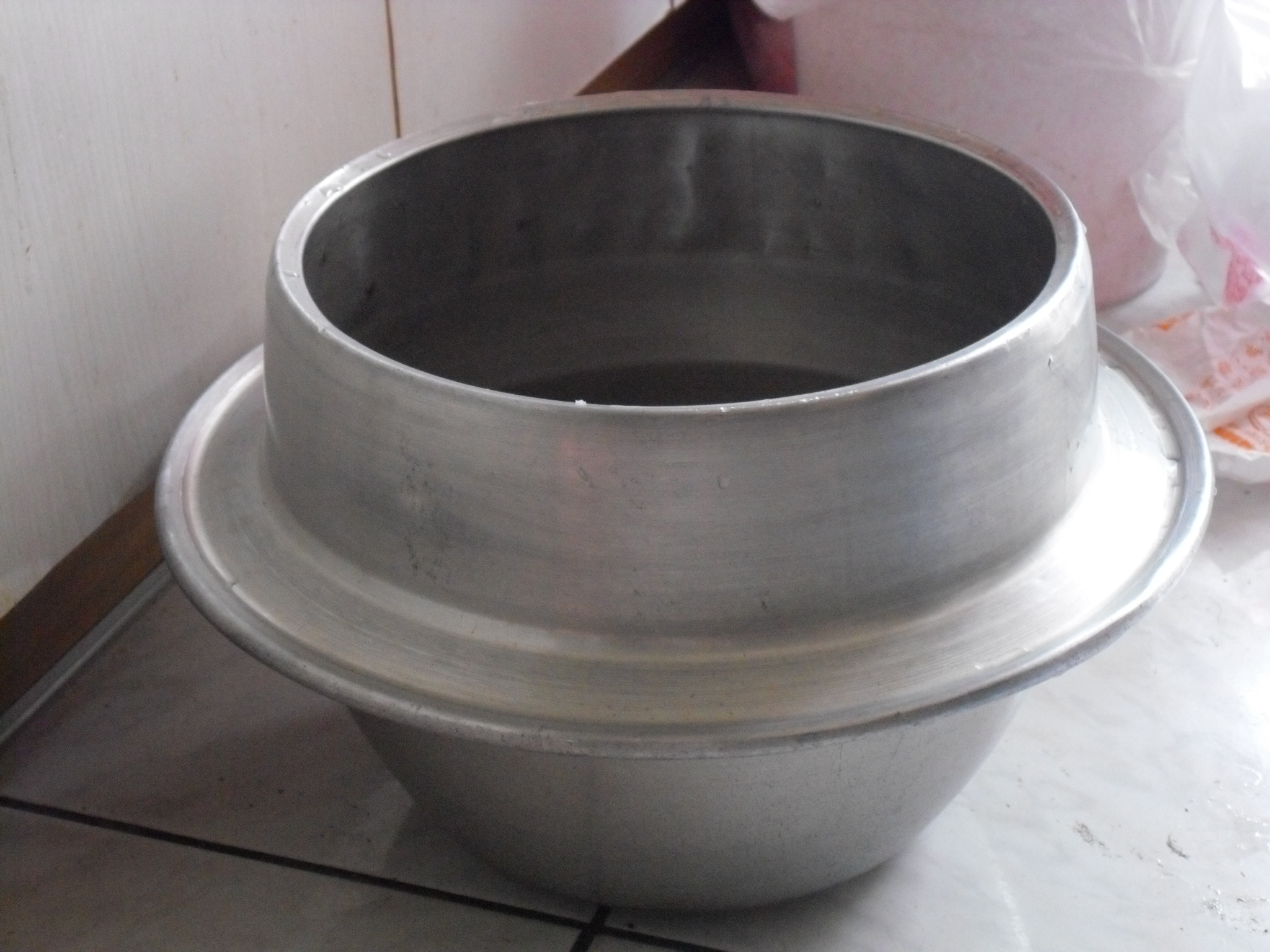
日式的釜

## 另見
- 破釜沉舟
- 釜底抽薪
- 鳴釜（日语：鳴釜）

## 延伸阅读
[在维基数据编辑]
 《欽定古今圖書集成·經濟彙編·考工典·釜部》，出自陈梦雷《古今圖書集成》